# Fontaine Notre Dame de la Fosse
La fontaine Notre Dame de la Fosse est située  place de la fontaine, à  La Chapelle-Neuve dans le Morbihan.

## Historique
La fontaine fait l’objet d’une inscription au titre des monuments historiques depuis le 23 septembre 1928.

## Architecture
La fontaine d'un style classique mesure au moins trois mètres de haut. 
Une arcade recouvre en partie la piscine.
La fontaine abrite une vierge.